# Lista siturilor arheologice din județul Constanța - Z
Lista siturilor arheologice din județul Constanța - Z conține toate siturile arheologice din județul Constanța înscrise în Repertoriul Arheologic Național (RAN) și aflate în localități al căror nume începe cu litera Z. RAN este administrat de Ministerul Culturii și Patrimoniului Național și cuprinde date științifice, cartografice, topografice, imagini și planuri, precum și orice alte informații privitoare la zonele cu potențial arheologic, studiate sau nu, încă existente sau dispărute.
Puteți căuta un sit din localitățile care încep cu litera Z folosind formularul de mai jos sau puteți naviga prin toate siturile din județ la Lista siturilor arheologice din județul Constanța.
| Cuprins                                                       |
| ------------------------------------------------------------- |
| Top - A B C D E F G H I J K L M N O P Q R S Ș T Ț U V W X Y Z |

| Cod RAN                               | Denumire | Localitate                   | Adresă                   | Datare                                     | Descoperit | Coordonate                                    | Imagine           | Erori            |
| ------------------------------------- | --- | ---------------------------- | ------------------------ | ------------------------------------------ | ---------- | --------------------------------------------- | ----------------- | ---------------- |
| 60936.01.01 (Cod LMI: CT-I-s-B-02781) | Așezarea Latène de la Zorile - "Groapa albeală" / ansamblu anonim (Categorie: locuire civilă) (Tip: Așezare)                       | sat Zorile, comuna Adamclisi | Groapa albeală           | sec. IV - III a. Chr.                      | 1974       |                                               | Încărcați imagine | Raportați eroare |
| 60936.02.01                           | Descoperirea funerară de la Zorile / ansamblu anonim (Categorie: descoperire funerară) (Tip: Mormânt de incinerație)               | sat Zorile, comuna Adamclisi |                          | geto-dacică prima jumătate a sec. V a.Chr. | 1974       |                                               | Încărcați imagine | Raportați eroare |
| 60936.02.01                           | Descoperirea funerară de la Zorile / complex Mormânt getic în urnă (Categorie: descoperire funerară) (Tip: Mormânt de incinerație) | sat Zorile, comuna Adamclisi |                          |                                            | 1974       |                                               | Încărcați imagine | Raportați eroare |
| 60936.03.01                           | Situl arheologic de la Zorile - "Dealul Cișmelei" / ansamblu anonim (Categorie: așezare) (Tip: Așezare)                            | sat Zorile, comuna Adamclisi | Dealul Cișmelei/Cișmea 3 | Gumelnița                                  |            | 44°04′27″N 27°55′35″E / 44.07417°N 27.92639°E | Încărcați imagine | Raportați eroare |
| 60936.03.02                           | Situl arheologic de la Zorile - "Dealul Cișmelei" / ansamblu anonim (Categorie: așezare) (Tip: Așezare)                            | sat Zorile, comuna Adamclisi | Dealul Cișmelei/Cișmea 3 |                                            |            | 44°04′27″N 27°55′35″E / 44.07417°N 27.92639°E | Încărcați imagine | Raportați eroare |
| 60936.03.03                           | Situl arheologic de la Zorile - "Dealul Cișmelei" / ansamblu anonim (Categorie: așezare) (Tip: Așezare)                            | sat Zorile, comuna Adamclisi | Dealul Cișmelei/Cișmea 3 |                                            |            | 44°04′27″N 27°55′35″E / 44.07417°N 27.92639°E | Încărcați imagine | Raportați eroare |
| 60936.03.04                           | Situl arheologic de la Zorile - "Dealul Cișmelei" / ansamblu anonim (Categorie: așezare) (Tip: Așezare)                            | sat Zorile, comuna Adamclisi | Dealul Cișmelei/Cișmea 3 |                                            |            | 44°04′27″N 27°55′35″E / 44.07417°N 27.92639°E | Încărcați imagine | Raportați eroare |
| 60936.04.01                           | Mormântul de incinerație de la Zorile / ansamblu anonim (Categorie: descoperire funerară) (Tip: Mormânt de incinerație)            | sat Zorile, comuna Adamclisi | Zorile                   | elenistică sec. III-II a.Chr.              | 2004       | 44°04′39″N 27°55′50″E / 44.07761°N 27.93061°E | Încărcați imagine | Raportați eroare |
| 60936.05.01                           | Apeductul de la Zorile / ansamblu apeductul de la Zorile (Categorie: apeduct) (Tip: Apeduct)                                       | sat Zorile, comuna Adamclisi | Zorile                   | romană sec. II-VII                         |            | 44°04′47″N 27°55′54″E / 44.07969°N 27.93175°E | Încărcați imagine | Raportați eroare |
| 60936.06.01                           | Situl arheologic de la Zorile - "Cișmea 1" / ansamblu anonim (Categorie: așezare) (Tip: Așezare)                                   | sat Zorile, comuna Adamclisi | Cișmea 1                 | Gumelnița                                  |            | 44°03′44″N 27°56′39″E / 44.06222°N 27.94417°E | Încărcați imagine | Raportați eroare |
| 60936.06.02                           | Situl arheologic de la Zorile - "Cișmea 1" / ansamblu anonim (Categorie: așezare) (Tip: Așezare)                                   | sat Zorile, comuna Adamclisi | Cișmea 1                 |                                            |            | 44°03′44″N 27°56′39″E / 44.06222°N 27.94417°E | Încărcați imagine | Raportați eroare |
| 60936.06.03                           | Situl arheologic de la Zorile - "Cișmea 1" / ansamblu anonim (Categorie: așezare) (Tip: Așezare)                                   | sat Zorile, comuna Adamclisi | Cișmea 1                 |                                            |            | 44°03′44″N 27°56′39″E / 44.06222°N 27.94417°E | Încărcați imagine | Raportați eroare |
| 60936.06.04                           | Situl arheologic de la Zorile - "Cișmea 1" / ansamblu anonim (Categorie: așezare) (Tip: Așezare)                                   | sat Zorile, comuna Adamclisi | Cișmea 1                 |                                            |            | 44°03′44″N 27°56′39″E / 44.06222°N 27.94417°E | Încărcați imagine | Raportați eroare |
| 60936.07.01                           | Situl arheologic de la Zorile - "Cișmea 2" / ansamblu anonim (Categorie: așezare) (Tip: Așezare)                                   | sat Zorile, comuna Adamclisi | Cișmea 2                 | Gumelnița                                  |            | 44°04′32″N 27°55′42″E / 44.07555°N 27.92833°E | Încărcați imagine | Raportați eroare |
| 60936.07.02                           | Situl arheologic de la Zorile - "Cișmea 2" / ansamblu anonim (Categorie: așezare) (Tip: Așezare)                                   | sat Zorile, comuna Adamclisi | Cișmea 2                 |                                            |            | 44°04′32″N 27°55′42″E / 44.07555°N 27.92833°E | Încărcați imagine | Raportați eroare |
| 60936.07.03                           | Situl arheologic de la Zorile - "Cișmea 2" / ansamblu anonim (Categorie: așezare) (Tip: Așezare)                                   | sat Zorile, comuna Adamclisi | Cișmea 2                 |                                            |            | 44°04′32″N 27°55′42″E / 44.07555°N 27.92833°E | Încărcați imagine | Raportați eroare |
| 60936.07.04                           | Situl arheologic de la Zorile - "Cișmea 2" / ansamblu anonim (Categorie: așezare) (Tip: Așezare)                                   | sat Zorile, comuna Adamclisi | Cișmea 2                 |                                            |            | 44°04′32″N 27°55′42″E / 44.07555°N 27.92833°E | Încărcați imagine | Raportați eroare |